# Kléber Fiolet
Kléber Fernand Fiolet (* 12. August 1880 in Lille; † 10. September 1958 in Lezennes) war ein französischer Wasserballspieler und Schwimmer.

## Karriere
Fiolet nahm an den Olympischen Spielen 1900 in Paris teil. Hier erreichte er im Wasserball mit der Mannschaft Pupilles de Neptune de Lille II den dritten Rang und gewann somit Bronze. Für den Schwimmwettbewerb über 200 m Rücken war der Franzose ebenfalls gemeldet, trat aber nicht an.